# Lissonota genoplana
Lissonota genoplana är en stekelart som beskrevs av Henry Keith Townes, Jr. 1978. Lissonota genoplana ingår i släktet Lissonota och familjen brokparasitsteklar. Inga underarter finns listade i Catalogue of Life.